# Johann Heinrich Tischbein
Johann Heinrich Tischbein est un peintre allemand, né en 1722 à Haina dans le landgraviat de Hesse-Cassel et mort en 1789.

## Biographie
Issu d'une importante famille de peintres (de), il étudia 5 ans en France avec Vanloo, visita Florence, Bologne, Rome, Venise, devint, après son retour en Allemagne, peintre de Guillaume VIII, landgrave de Hesse-Cassel, directeur de l'Académie de peinture et d'architecture de Hesse, professeur de peinture au Collegium Carolinum de Cassel, et fonda une école qui, abandonnant la manière sombre de Rembrandt, adopta l'heureux mélange de couleurs qui caractérise l'école vénitienne. Il a presque exclusivement peint la mythologie.

## Quelques œuvres

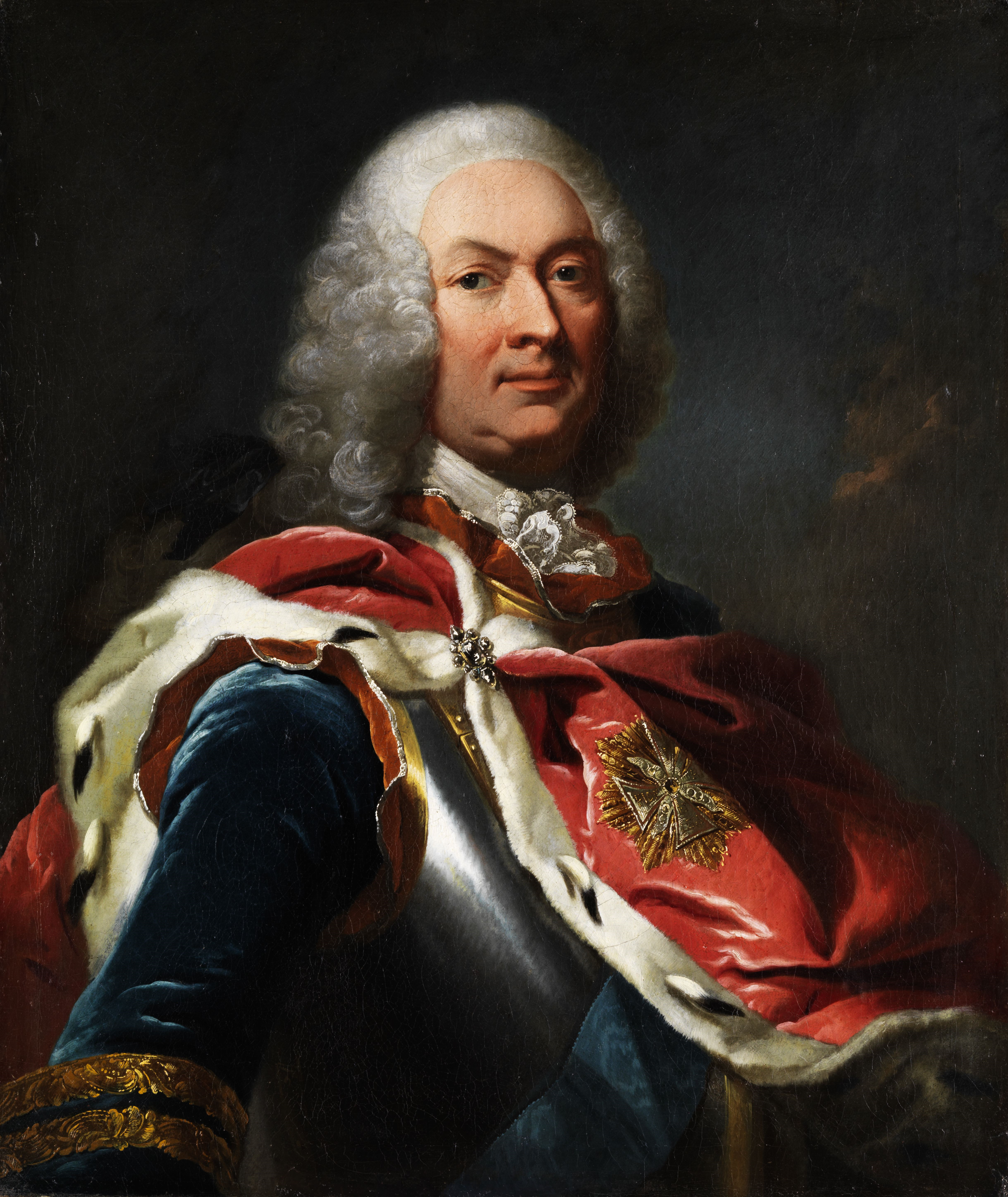
Guillaume VIII, landgrave de Hesse-Cassel
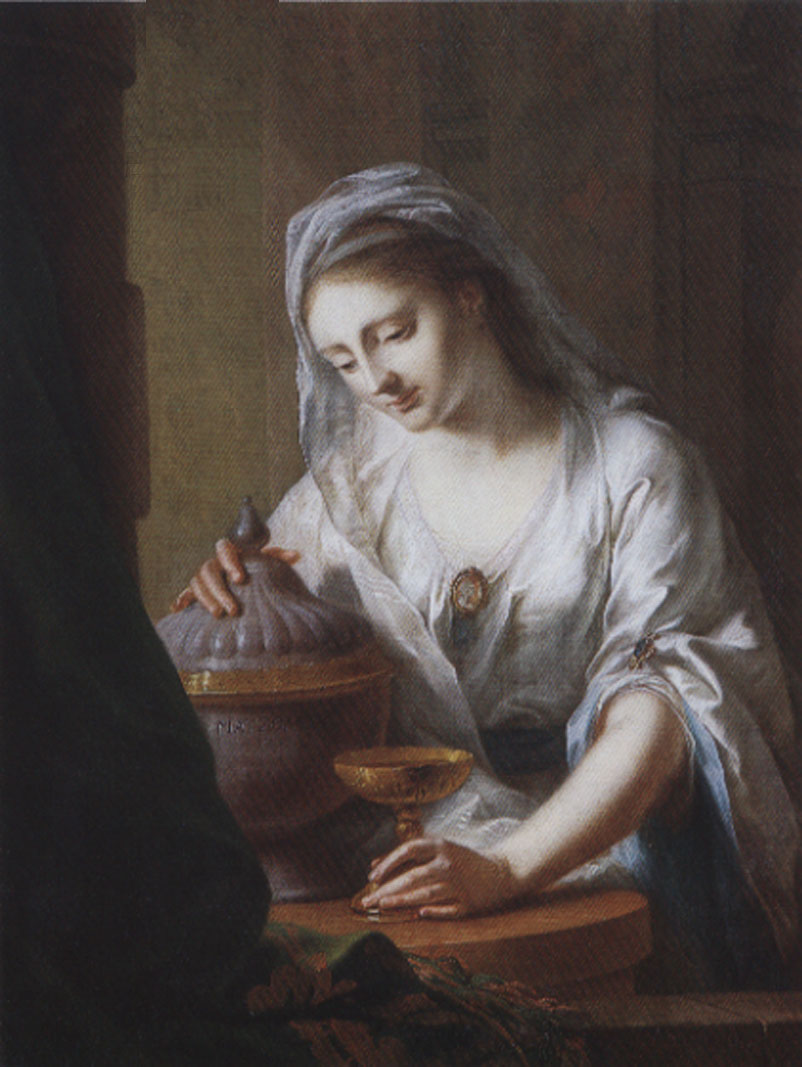
La reine Artémise (sous les traits de la princesse Augusta Reuss d'Ebersdorf)
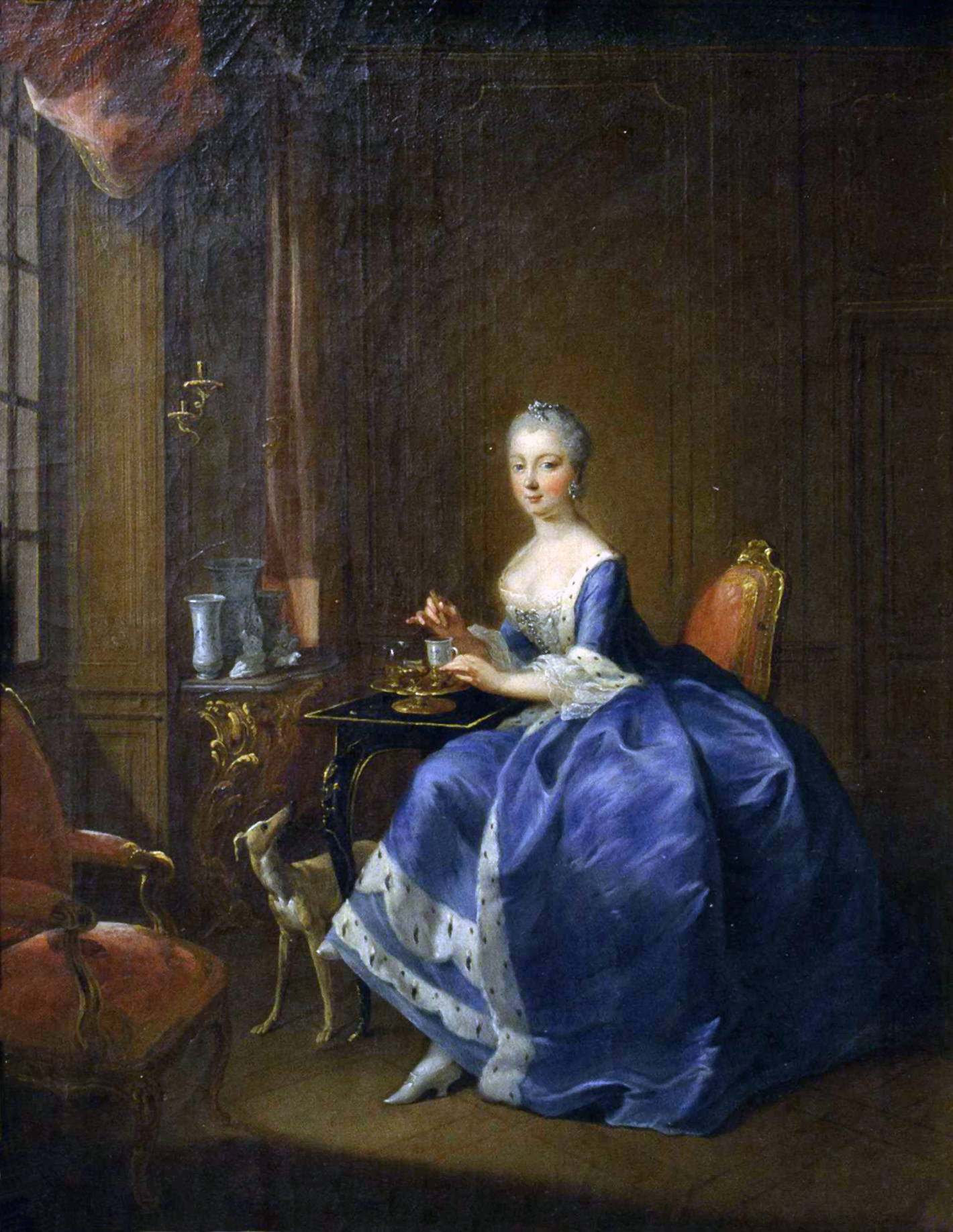
Wilhelmine de Hesse-Cassel, épouse du prince Henri de Prusse (1726-1802)